# Caso Díaz Peña vs. Venezuela
El caso Díaz Peña vs. Venezuela es una sentencia de la Corte Interamericana de Derechos Humanos del sobre la responsabilidad internacional de Venezuela por la comisión de tratos inhumanos y degradantes en perjuicio de Raúl José Díaz Peña mientras se encontrada en un centro penitenciario. La sentencia fue el motivo del retiro de Venezuela de la Corte Interamericana.

## Procedimiento
El 12 de octubre de 2005, la Comisión Interamericana de Derechos Humanos recibió una petición presentada por la organización Venezuela Awareness Foundation, junto con una solicitud de medidas cautelares a favor de Raúl Díaz Peña, en la cual se alegaba la detención ilegal de Díaz Peña el 25 de febrero de 2005, las irregularidades del proceso penal en su contra y sus condiciones de detención en la Dirección de los Servicios de Inteligencia y Prevención (DISIP) en El Helicoide, Caracas. La medida cautelar fue otorgada por la comisión el 31 de octubre de 2005.
El presidente de Venezuela Hugo Chávez consideró a Díaz Peña como "terrorista", y señaló a la Corte de estar "apoyando el terrorismo" y de "atropellar el derecho internacional". Chávez planteó la salida de Venezuela de la CIDH, lo cual se concretó en 2013.